# Elija y gane
Elija y Gane es un álbum recopilatorio de Luis Alberto Spinetta editado en 1999 por Universal Music.
La selección incluye temas de los años ochenta como solista y con Spinetta Jade, pertenecientes a la etapa de Spinetta en el sello Interdisc, los cuales fueron recopilados por el propio artista, más el agregado de la canción inédita «Correr frente a ti», y una versión de «Muchacha (ojos de papel)» en vivo, tomada del mismo concierto del álbum Exactas, de 1990.

## Lista de temas
1. «Rezo por vos» (De Privé)
2. «Ludmila» (De Madre en años luz)
3. «Alma de diamante» (De Alma de diamante)
4. «Correr frente a ti» (Inédito, junto a Los Socios Del Desierto)
5. «Nunca me oiste en tiempo» (De Los niños que escriben en el cielo)
6. «Resumen porteño» (De Bajo Belgrano)
7. «Águila de trueno» (De Kamikaze)
8. «Águila de trueno, parte II» (De Kamikaze)
9. «Era de uranio» (De Bajo Belgrano)
10. «No te alejes tanto de mí» (De Mondo di cromo)
11. «Ella también» (De Kamikaze)
12. «Muchacha (ojos de papel)» (De Almendra, versión en vivo inédita, grabada en 1990)
13. «Una sola cosa» (De Privé)
14. «Camafeo» (De Madre en años luz)
15. «La aventura de la abeja reina» (De Kamikaze)
16. «Será que la canción llegó hasta el sol» (De Mondo di cromo)
17. «Quedándote o yéndote» (De Kamikaze)
18. «No te busques ya en el umbral» (De Los niños que escriben en el cielo)

## Aclaración
Datos tomados en parte de la ficha del álbum en versión CD.